# Гаррі Геліоваара
Гаррі Геліоваара (фін. Harri Heliövaara) — фінський тенісист, що спеціалізується на парній грі, вімблдонський чемпіон у змішаному парному розряді, чемпіон Австралії у змаганні пар серед юніорів.

## Значні фінали

### Турніри Великого шолома

#### Мікст: 1 титул
| Результат | Рік  | Турнір  | Поверхня | Партнер       | Супротивники                  | Score    |
| --------- | ---- | ------- | -------- | ------------- | ----------------------------- | -------- |
| Перемога  | 2023 | US Open | Хард     | Анна Даніліна | Джессіка Пегула Остін Крайчек | 6–3, 6–4 |

## Фінали турнірів ATP

### Парний розряд: 19 (9 титулів, 10 поразок)
| Легенда                               |
| ------------------------------------- |
| Фінали турнірів Великого шолома (2–0) |
| Чемпіонати ATP (0–0)                  |
| Мастерз (0–0)                         |
| Турніри серії 500 (1–4)               |
| Турніри серії 250 (6–6)               |

| За поверхнею |
| ------------ |
| Хард (5–7)   |
| Грунт (3–2)  |
| Трава (1–1)  |

| Фінали за умовами |
| ----------------- |
| Під небом (6–6)   |
| В залі (3–4)      |

| Результат | В–П  | Дата     | Турнір                                            | Статус     | Поверхня   | Партнер          | Супротивники                    | Рахунок                        |
| --------- | ---- | -------- | ------------------------------------------------- | ---------- | ---------- | ---------------- | ------------------------------- | ------------------------------ |
| Перемога  | 1–0  | Бер 2021 | Open 13, Франція                                  | 250 Series | Хард (з)   | Ллойд Гласспул   | Сандер Арендс Давід Пель        | 7–5, 7–6(7–4)                  |
| Перемога  | 2–0  | Жов 2021 | Kremlin Cup, Росія                                | 250 Series | Хард (з)   | Матве Мідделькоп | Томіслав Бркич Нікола Чачич     | 7–5, 4–6, [11–9]               |
| Поразка   | 2–1  | Лют 2022 | Open Sud de France, Франція                       | 250 Series | Хард (з)   | Ллойд Гласспул   | П'єр-Юг Ербер Ніколя Маю        | 6–4, 6–7(3–7), [10–12]         |
| Поразка   | 2–2  | Лют 2022 | Dallas Open, США                                  | 250 Series | Хард (з)   | Ллойд Гласспул   | Марсело Аревало Жан-Жульєн Роєр | 6–7(4–7), 4–6                  |
| Поразка   | 2–3  | Чер 2022 | Queen's Club Championships, Велика Британія       | 500 Series | Трава      | Ллойд Гласспул   | Нікола Мектич Мате Павич        | 6–3, 6–7(3–7), [6–10]          |
| Перемога  | 3–3  | Лип 2022 | Hamburg European Open, Німеччина                  | 500 Series | Грунт      | Ллойд Гласспул   | Роган Бопанна Матве Мідделькоп  | 6–2, 6–4                       |
| Поразка   | 3–4  | Лип 2022 | Croatia Open, Хорватія                            | 250 Series | Грунт      | Ллойд Гласспул   | Сімоне Болеллі Фабіо Фоньїні    | 7–5, 6–7(6–8), [7–10]          |
| Поразка   | 3–5  | Вер 2022 | Moselle Open, Франція                             | 250 Series | Хард (з)   | Ллойд Гласспул   | Юго Ніс Ян Зелінський           | 6–7(5–7), 4–6                  |
| Поразка   | 3–6  | Жов 2022 | Stockholm Open, Швеція                            | 250 Series | Хард (з)   | Ллойд Гласспул   | Марсело Аревало Жан-Жульєн Роєр | 3–6, 3–6                       |
| Перемога  | 4–6  | Січ 2023 | Adelaide International 1, Австралія               | 250 Series | Хард       | Ллойд Гласспул   | Джеймі Маррі Майкл Вінус        | 6–3, 7–6(7–3)                  |
| Поразка   | 4–7  | Лют 2023 | Dubai Tennis Championships, ОАЕ                   | 500 Series | Хард       | Ллойд Гласспул   | Максім Крессі Фабріс Мартен     | 6–7(2–7), 4–6                  |
| Перемога  | 5–7  | Кві 2024 | Grand Prix Hassan II, Марокко                     | 250 Series | Ґрунт      | Генрі Петтен     | Александер Ерлер Лукас Мідлер   | 3–6, 6–4, [10–4]               |
| Поразка   | 5–8  | Кві 2024 | Romanian Open, Румунія                            | 250 Series | Ґрунт      | Генрі Паттен     | Садіо Думбія Фаб'єн Ребуль      | 3–6, 5–7                       |
| Перемога  | 6–8  | Тра 2024 | ATP Lyon Open, Франція                            | 250 Series | Ґрунт      | Генрі Паттен     | Юкі Бгамбрі Альбано Оліветті    | 3–6, 7–6(7–4), [10–8]          |
| Перемога  | 7–8  | 2024     | Вімблдонський турнір, Велика Британія             | Grand Slam | Трава      | Генрі Паттен     | Макс Перселл Джордан Томпсон    | 6–7(7–9), 7–6(10–8), 7–6(11–9) |
| Поразка   | 7–9  | Жов 2024 | China Open, КНР                                   | 500 Series | Тверде     | Генрі Паттен     | Сімоне Болеллі Андреа Вавассорі | 6–4, 3–6, [5–10]               |
| Перемога  | 8–9  | Жов 2024 | Stockholm Open, Швеція                            | 250 Series | Тверде (i) | Генрі Паттен     | Петр Ноуза Патрік Рікль         | 7–5, 6–3                       |
| Перемога  | 9–9  | 2025     | Відкритий чемпіонат Австралії з тенісу, Австралія | Grand Slam | Тверде     | Генрі Паттен     | Сімоне Болеллі Андреа Вавассорі | 6–7(16–18), 7–6(7–5), 6–3      |
| Поразка   | 9–10 | Бер 2025 | Dubai Tennis Championships, ОАЕ                   | 500 Series | Тверде     | Генрі Паттен     | Юкі Бгамбрі Олексій Попирин     | 6-3, 6-7(12-14), [8-10]        |

## Фінали юніорських мейджорів

### Парний розряд: 1 (1 title)
| Результат | Рік  | Турнір          | Поверхня | Партнер   | Супротивники            | Рахунок            |
| --------- | ---- | --------------- | -------- | --------- | ----------------------- | ------------------ |
| Перемога  | 2007 | Australian Open | Хард     | Грем Дайс | Стівен Доналд Рупеш Рой | 6–2, 6–7(4–7), 6–3 |